# Flore Cherry
Pour les articles homonymes, voir Cherry.
Flore Cherry, née en 1990, est une journaliste française,, chroniqueuse et auteure spécialisée en sexualité humaine, et sur les rapports homme-femme.

## Biographie
Après avoir obtenu son baccalauréat scientifique à Saint-Martin de France, Flore Cherry poursuit ses études dans le journalisme audiovisuel et le management des médias.[réf. nécessaire]
Vendeuse de sextoys à domicile en job étudiant, Flore Cherry commence sa carrière publique dans la websérie diffusée sur Femme Actuelle « Les Sex'périences de Cerise » en 2014.
Parallèlement, Flore Cherry organise depuis 2014 des événements en lien avec la littérature érotique comme Les Écrits polissons, ou Le Salon de La littérature érotique de Paris,, présentant des autrices telles que Brigitte Lahaie, Céline Tran, Peggy Sastre, Stéphane Rose, Eva Delambre, etc.
Elle est responsable du pôle digital du magazine Union depuis 2015 au sein du groupe Reworld Media. Elle a co-animé l'émission Envie auprès de Malika Menard chez Top santé.
Elle intervient régulièrement sur Sud Radio dans l'émission animée par Brigitte Lahaie, sur la chaîne la 1re de la Radio télévision suisse pour l'émission Question Q.
Elle a cofondé avec Arthur Vernon en 2017 My Sweet Fantasy, une société de réalisation de fantasmes,, et gère depuis 2020 Sweet Paradise, un bar à fantasme situé dans le deuxième arrondissement de Paris,.
Elle co-anime l'émission sexo hebdomadaire Wyylde de 2017 à 2019 et elle écrit des guides en sexologie ludiques et informatifs pour Tabou et pour La Musardine.
Elle sort son premier roman Matriarchie aux éditions La Musardine début 2022,.

## Publications
- Le Guide de survie sexuelle de l'étudiant/e[21],[22],[23], avec Guenièvre Suryous (illustratrice), Paris, éditions Tabou, 2017.
- Le Guide de survie sexuelle de la business girl[24], avec Guenièvre Suryous (illustratrice), Paris, éditions Tabou, 2018.
- Le Guide de survie sexuelle de la vacancière[25],[26], Paris, éditions Tabou, 2018.
- Le Guide de survie sexuelle des timides[27], avec Guenièvre Suryous, Paris, éditions Tabou, 2019.
- Le Guide de survie sexuelles des Parents[28], avec Guenièvre Suryous, Paris, éditions Tabou, 2020.
- Osez draguer un mec[29],[30], Paris, La Musardine, 2018.
- L'Écriture Erotique. Roman, lettre, SMS, blog : toutes les clés pour exprimer le désir, Paris, La Musardine, 2020[31].
- Matriarchie[32],[33], Paris, La Musardine, 2022.